# Effet Simon
Pour les articles homonymes, voir Simon.
 (mai 2020).
En neuroscience, l'effet Simon correspond à notre capacité à répondre à un stimulus : cette réponse  plus rapide et plus juste, lorsque le stimulus intervient au même endroit que la réponse. Il est identifié en 1969 par J.R. Simon,.

## Sources
- Simon, J. R., and Wolf, J. D. (1963). Choice reaction times as a function of angular stimulus-response correspondence and age. Ergonomics, 6, 99–105.
- Simon, J. R. & Rudell, A. P. (1967). Auditory S-R compatibility: the effect of an irrelevant cue on information processing. Journal of Applied Psychology, 51, 300–304.
- Simon, J. R. (1969). Reactions towards the source of stimulation. Journal of experimental psychology, 81, 174–176.
- Bernard Hommel, « Inverting the Simon effect by intention: Determinants of direction and extent of effects of irrelevant spatial information », Psychological Research (en), vol. 55, no 4,‎ 1993, p. 270–279 (DOI 10.1007/bf00419687)